# Stamme (folk)
 For alternative betydninger, se Stamme. (Se også artikler, som begynder med Stamme)
En stamme er mennesker, der lever i små primitive samfund, (socialgruppe) med en eller flere slægter, der lever sammen i gruppen, og stammesamfundet bygger derfor til en vis grad på slægt- og venskaber, hvor lederen er en høvding, ofte en af familiernes overhoveder. Begrebet anvendes især af arkæologer og etnografer.  

## Politiske forhold
Et karakteristisk træk blandt stammer er deres uafhængighed. De fleste stammer er blevet beskrevet som værende en del af et folkeslag,(som f.eks. oldtidens germanere) men de har tit næsten ingen eller kun lidt sammenhold med resten af deres folkeslag. Udtrykket "stammekrig" er en betegnelse for når to stammer ligger i åben krig mod hinanden, krig mellem stammer af samme "nationalitet" var meget normalt i oldtiden, hvor stammesystemet havde sin velmagtsperiode.
Mange stammer er inddelt i forskellige samfundsklasser, f.eks en slags arbejder-/krigerklasse, der i fredstid fungerer som bønder eller håndværkere, mens de i krigstid udgør stammens militærstyrke. Sammen med et eventuelt "ældreråd" (forsamling af vise ældre og gamle krigere) bestemte høvdingen stammens udenrigs- og indenrigspolitik, samt dens administration, høvdingen var dermed i nogen grad enevældig.
Nogle stammefolk holdt dog sammen i mindre forbund, ofte når en ydre fjende truede, eller en anden stamme skulle sættes på plads. Den slags alliancer holdt sammen på stammesystemet, og gav samtidig de involverede stammer en fornemmelse af samhørighed. De fleste stamme alliancer var dog kun vedtaget ud fra politiske interesser; f.eks. kunne det være en god ide at gøre sig gode venner med områdets mægtige stamme. Kun de færreste alliancer blev vedtaget kun på grund af venskabelige forhold. 
Nogle gange kunne to stammer smelte sammen til en, ofte via bryllupper mellem de herskende familier. Stammerne ville så udpege en leder for stammen, ofte brudgommens fader, i tilfælde af en bryllupsmæssig sammenhæng, Brudens fader ville så blive en af høvdingens vasaler. Dette var selvfølgelig den besværlige del af forhandlingen, eftersom valget af ny høvding kunne føre til stridigheder, og aftalerne kunne risikere at ryge i vasken. Derfor var det ofte små og svage stammer der sluttede sig til de stærke stammer under deres høvding, for derved at modtage hans beskyttelse.

## Oprindelse
Ingen årstal kan sættes på stammens oprindelse, men de tidligste mennesker har sandsynligvis levet i stammer. Det moderne samfund er dermed resultatet af et virvar af sammensmeltede stammer. De tidligste mennesker befolkede hele kloden, og fra Amerika til Asien har der eksisteret stammer.